# Camargo, Rio Grande do Sul
Camargo là một đô thị thuộc bang Rio Grande do Sul, Brasil. Đô thị này có diện tích 138,069 km², dân số năm 2007 là 2471 người, mật độ 17,9 người/km².